# Aysha borgmeyeri
Aysha borgmeyeri är en spindelart som först beskrevs av Cândido Firmino de Mello-Leitão 1926.  
Aysha borgmeyeri ingår i släktet Aysha och familjen spökspindlar. Inga underarter finns listade.